# Minicopenaeon apertum
Minicopenaeon apertum är en kräftdjursart som först beskrevs av M. Bourdon1979.  Minicopenaeon apertum ingår i släktet Minicopenaeon och familjen Bopyridae. Inga underarter finns listade i Catalogue of Life.